# لاكتينكس
لاكتينكس هو اسم العلامة التجارية لمكمل بروبيوتيك يستخدم لاستبدال الكائنات الحية الدقيقة (نباتات الأمعاء) في الأمعاء والقولون البشري. العلامة التجارية هي علامة تجارية مسجلة لشركة بيكتون وديكنسون وشركاه. يمكن استخدام المكمل لعلاج الإسهال الناتج عن العدوى أو عندما يؤدي نظام المضادات الحيوية إلى تدمير البكتيريا الضارة والنافعة على حد سواء.
المكون الرئيسي هو واحد أو أكثر من البكتيريا من جنس عصية لبنية والتي توجد بانتظام في منتجات الحليب غير المبستر (مزيج من الملبنة الحمضية والمُلَبِّنَة البُلغارية). ويعتبر مكمل غذائي ولا يصرف بوصفة طبية. تتطلب العلامة التجارية التبريد لأنها تحتوي على كائنات حية دقيقة. وتوجد مكونات مماثلة أيضًا في الأصناف المجففة بالتجميد والتي لا تتطلب التبريد.